# Army of Mississippi
 Ikke at forveksle med Army of the Mississippi.
Der var tre hære der blev kendt som Army of Mississippi i Sydstaternes hær under den amerikanske borgerkrig. Hertil kommer at Nordstaterne havde en hær ved navn Army of the Mississippi, hvor the angiver at der var tale om floden, i modsætning til Sydstaternes hære, som var opkaldt efter delstaten.

## Army of Mississippi (marts 1862)
Denne hær, som også gik under navnene Army of the West eller Army of the Mississippi (den sidste form anvendtes især i Slaget ved Shiloh), var en af de vigtigste hære i det vestlige operationsområde, hvor den deltog i slag var Shiloh til Perryville. Hæren blev oprettet den 5. marts 1862, og hæren fik tilført en del af hæren i Pensacola den 13. marts. Den blev slået sammen med Army of Central Kentucky og Army of Louisiana den 29. marts.
Den 20. november 1862, blev den omdøt til Army of Tennessee.

### Hærens historie
| Chef                                   | Fra                                      | Til                | Større slag           |
| -------------------------------------- | ---------------------------------------- | ------------------ | --------------------- |
| General P.G.T. Beauregard              | 5. marts 1862 (overtaget 17. marts 1862) | 29. marts 1862     |                       |
| General Albert Sidney Johnston         | 29. marts 1862                           | 6. april 1862      | Slaget ved Shiloh     |
| General P.G.T. Beauregard              | 6. april 1862                            | 6. maj 1862        |                       |
| General Braxton Bragg                  | 6. maj 1862 (overtaget 7. maj 1862)      | 5. juli 1862       |                       |
| Generalmajor William J. Hardee (midl.) | 5. juli 1862                             | 15. august 1862    |                       |
| General Braxton Bragg                  | 15. august 1862                          | 28. september 1862 |                       |
| Generalløjtnant Leonidas Polk (midl.)  | 28. september 1862                       | 7. november 1862   | Slaget ved Perryville |
| General Braxton Bragg                  | 7. november 1862                         | 20. november 1862  |                       |

## Army of Mississippi (december 1862)
Den anden hær blev også kaldt Army of Vicksburg. Den blev oprettet den 7. december 1862 med tropper fra Mississippi og det østlige Louisiana. Dens eneste opgave var at forsvare Vicksburg, og den ophørte med at fungere da den overgav sig til generalmajor Ulysses S. Grant den 4. juli 1863.

### Hærens Historie
| Chef                               | Fra               | Til               | Større slag og kampagner |
| ---------------------------------- | ----------------- | ----------------- | ------------------------ |
| Generalløjtnant John C. Pemberton  | 7. december 1862  | 9. december 1862  |                          |
| Generalmajor Earl Van Dorn (midl.) | 9. december 1862  | 17. december 1862 |                          |
| Generalløjtnant John C. Pemberton  | 17. december 1862 | 4. juli 1863      | Vicksburg kampagnen      |

## Army of Mississippi (1863–64)
Den tredje hær blev omdøbt til III Corps, Army of Tennessee, omkring den 4. maj 1864, men fortsatte med at bruge det gamle navn.

### Hærens Historie
| Chef                              | Fra              | Til              | Større slag og kampagner |
| --------------------------------- | ---------------- | ---------------- | ------------------------ |
| Generalløjtnant William J. Hardee | 30. juli 1863    | 23. oktober 1863 |                          |
| Generalløjtnant Leonidas Polk     | 23. oktober 1863 | 14. juni 1864    | Atlanta kampagnen        |
| Generalmajor William W. Loring    | 14. juni 1864    | 23. juni 1864    |                          |